# Harald Andersson
  Harald Andersson    (Stanford, 2 d'abril de 1907 - Nynäshamn, 18 de maig de 1985) va ser un atleta suec, especialista en el llançament de disc, que va competir durant la dècada de 1930.
El 1936 va prendre part en els Jocs Olímpics d'Estiu de Berlín, on una lesió li va impedir rendir a ple rendiment i fou eliminat en sèries en la prova del llançament de disc del programa d'atletisme.
En el seu palmarès destaca una medalla d'or en la prova del llançament de disc al Campionat d'Europa d'atletisme de 1934, per davant de Paul Winter i István Donogán. Aquell mateix any va posseir el rècord del món de l'especialitat durant vuit mesos i va rebre la Svenska Dagbladets guldmedalj. També va guanyar els campionats nacionals de disc de 1932 a 1935.

## Millors marques
- Llançament de disc. 53.02 m (1935)[5]